# Adinandra megaphylla
Adinandra megaphylla là một loài thực vật có hoa trong họ Pentaphylacaceae. Loài này được Hu mô tả khoa học đầu tiên năm 1935.